# Made in U.S.A.
Made in U.S.A. es un álbum de compilación del grupo estadounidense The Beach Boys, publicado en 1986, por el sello Capitol Records.

## Historia
Made in U.S.A. fue editado en formato de CD, también se lanzó en álbum doble de vinilo, y en cinta de casete. El álbum recopila algunos de los éxitos más famosos de la banda durante el periodo que estuvieron asociados con Capitol (1961-1969). Fue lanzado por la discográfica Capitol Records. Esto supuso una vuelta a su viejo sello discográfico, con quien el grupo californiano lanzaría en 1989 el álbum de estudio Still Cruisin'.
Destacan dos nuevas canciones grabadas especialmente para este álbum: "Rock 'n' Roll to the Rescue" y "California Dreamin'". Ambas fueron producidas por Terry Melcher, quien después pasó a ser el productor habitual del grupo. La primera es una colaboración de Mike Love y Melcher y la segunda es una versión del éxito de 1965 de The Mamas & The Papas. Las dos canciones fueron lanzadas en sencillo. La canción apertura del álbum es el segundo sencillo del grupo "Surfin' Safari", de 1962, y tienen los tres números uno: "I Get Around", "Help Me, Rhonda" y "Good Vibrations", más tarde, precisamente en el álbum posterior a este, la banda obtendría, un nuevo sencillo n.º 1, "Kokomo". El lado C está dedicado a canciones de Pet Sounds y Smiley Smile.
Made in U.S.A. alcanzó la posición n.º 96 en las listas de éxitos de los Estados Unidos, y llegó al doble platino. A pesar de ello, al existir en la actualidad compilaciones más completas, Made in U.S.A. ha sido descatalogado.

## Lista de canciones
Todas escritas por Brian Wilson y Mike Love, excepto donde se indica.
- Lado A

| N.º | Título                                                    | Vocalista principal | Duración |  |
| 1.  | «Surfin' Safari»                                          | Mike Love           | 2:05     |  |
| 2.  | «409» (Brian Wilson/Mike Love/Gary Usher)                 | Mike Love           | 1:58     |  |
| 3.  | «Surfin' USA» (Brian Wilson/Chuck Berry)                  | Mike Love           | 2:27     |  |
| 4.  | «Be True to Your School» (Brian Wilson/Roger Christian)   | Mike Love           | 2:07     |  |
| 5.  | «Surfer Girl» (Brian Wilson)                              | Brian Wilson        | 2:23     |  |
| 6.  | «Dance, Dance, Dance» (Brian WilsonCarl Wilson/Mike Love) | Mike Love           | 1:59     |  |

- Lado B

| N.º | Título                                            | Vocalista principal                          | Duración |  |
| 1.  | «Fun, Fun, Fun»                                   | Mike Love                                    | 2:16     |  |
| 2.  | «I Get Around»                                    | Mike Love y Brian Wilson                     | 2:11     |  |
| 3.  | «Help Me, Rhonda»                                 | Al Jardine                                   | 2:45     |  |
| 4.  | «Don't Worry Baby» (Brian Wilson/Roger Christian) | Brian Wilson                                 | 2:42     |  |
| 5.  | «California Girls»                                | Mike Love                                    | 2:37     |  |
| 6.  | «When I Grow Up (To Be a Man)»                    | Brian Wilson y Mike Love                     | 2:00     |  |
| 7.  | «Barbara Ann» (Fred Fassert)                      | Brian Wilson y Dean Torrence de Jan and Dean | 2:05     |  |

- Lado C

| N.º | Título                                                    | Vocalista principal                                                   | Duración |  |
| 1.  | «Good Vibrations»                                         | Carl Wilson y Mike Love                                               | 3:36     |  |
| 2.  | «Heroes and Villains» (Brian Wilson/Van Dyke Parks)       | Brian Wilson [en versos] y Alan Jardine [coro]                        | 3:37     |  |
| 3.  | «Wouldn't It Be Nice» (Brian Wilson/Tony Asher/Mike Love) | Brian Wilson (versión distinta vocalmente)                            | 2:23     |  |
| 4.  | «Sloop John B» (Trad. arr. Brian Wilson)                  | Brian Wilson y Mike Love                                              | 2:56     |  |
| 5.  | «God Only Knows» (Brian Wilson/Tony Asher)                | Carl Wilson                                                           | 2:48     |  |
| 6.  | «Caroline, No» (Brian Wilson/Tony Asher)                  | Brian Wilson (versión sin el final de tren pasando y perros ladrando) | 2:17     |  |

Lado D

| N.º | Título                                                  | Vocalista principal                                           | Duración |  |
| 1.  | «Do It Again»                                           | Mike Love (versión sin los sonidos de carpinteros trabajando) | 2:18     |  |
| 2.  | «Rock and Roll Music» (Chuck Berry)                     | Mike Love                                                     | 2:28     |  |
| 3.  | «Come Go with Me» (C.E. Quick)                          | Al Jardine                                                    | 2:06     |  |
| 4.  | «Getcha Back» (Mike Love/Terry Melcher)                 | Mike Love                                                     | 3:01     |  |
| 5.  | «Rock 'n' Roll to the Rescue» (Mike Love/Terry Melcher) | Brian Wilson (Al Jardine y Carl Wilson en algunas líneas)     | 3:44     |  |
| 6.  | «California Dreamin'» (John Phillips/Michelle Phillips) | Al Jardine                                                    | 3:10     |  |

- En "California Dreamin'" Roger McGuinn toca la guitarra eléctrica.